# Piegowo
Piegowo – część wsi Zdrojki w Polsce, położona w województwie mazowieckim, w powiecie żuromińskim, w gminie Lubowidz.
W latach 1975–1998 Piegowo administracyjnie należało do województwa ciechanowskiego.
Do 2006 roku miejscowość stanowiła administracyjną część miejscowości Zdrojki. Od 2006 roku usunięto z nazwy wsi człon Piegowo. Podobnie druga część wsi miała nazwę Zdrojki Chojnowo i tę również usunięto - pozostała wyłącznie pojedyncza nazwa dla całej miejscowości Zdrojki.